# Ulrich Schmid
Ulrich Schmid (Urnäsch, 20 luglio 1626 – Urnäsch, 29 dicembre 1682) è stato un condottiero e politico svizzero.

## Biografia
Figlio di Hans Schmid, condottiero di truppe mercenarie morto in Catalogna, e di Anna Mettler, sposò prima nel 1655 Regina Meyer, figlia di Conrad Meyer, e poi nel 1665 Barbara Schiess o Scheuss, figlia di Hans Schiess, intendente dell'arsenale cantonale. Al servizio della Francia tra il 1640 e il 1650 circa, avanzò fino al grado di colonnello. In seguito fu sindaco di Urnäsch dal 1654 circa, Vicelandamano dal 1663 al 1665 e, dal 1665 al 1682, Landamano di Appenzello Esterno e inviato alla Dieta federale. Si impegnò per migliorare la difesa militare, sostenne gli interessi dei mercenari al servizio della Francia e nel 1681 fece parte della delegazione confederata che ricevette il re francese Luigi XIV a Ensisheim, in Alsazia.